# Риттнер, Тадеуш
Тадеуш Риттнер (пол. Tadeusz Rittner; 31 мая 1873, Львов — 19 апреля 1921, Бадгастайн, Австрия) — польско-австрийский драматург, прозаик, театральный критик.

## Биография
Родился в семье австрийца Эдварда Риттнера, профессора, ректора Львовского университета. В 1884 году вместе с отцом переехал в Вену, где его отец позже стал министром образования Австро-Венгрии.
До 1897 обучался на юридическом факультете Венского университета. Литературным творчеством увлекся со студенческих лет. В 1894 году дебютировал с первыми новеллами.
В 1897—1918 — чиновник на государственной службе. В 1918 году после возникновения независимой Польши принял её гражданство.
Из-за тяжёлой болезни много времени проводил на курорте Бадгастайн, где и умер в 1921 году.

## Творчество
Автор психологической прозы и нескольких драм, а также повестей, рассказов, эссе и статей с театральной критикой. Сотрудничал со многими польскими периодическими изданиями Польши и Австрии.
Многие драмы Т. Риттнера существуют в двух версиях, польской и немецкой, причём на польских сценах были популярны иные его пьесы, нежели на немецких и австрийских.
В настоящее время в Польше пьесы Т. Риттнера не сходят со сцен и с экрана телевидения. Переиздается и его психологическая проза. По-русски отдельные новеллы Т. Риттнера печатались в журнале «Вестник иностранной литературы» в 1913—1916 гг.
В 1921 по его сценарию был снят фильм «За вину брата».

## Избранная библиография
Пьесы
- Соседка (1902)
- Машина (1903)
- В маленьком домике (1904)
- Красный букет (1905)
- Глупый Якуб (1910)
- Лето (1913)
- Человек из будки суфлёра (1914)
- В пути: Драма одного Дон-Жуана (1914)
- Волки ночью (комедия, 1916)
- Сад молодости (1920)
- Трагедия Евмена (1920)
- Враги богачей (1921)

Повести и рассказы
- Пробуждение (1905)
- Новеллы (1907)
- На чужом месте (1912)
- Возвращение (1915)
- Ду́хи в городе (1921)
- Между ночью и рассветом (1921)
- Закрытые двери (1922)
- Мост (1923)